# Acolastus volkovitshi
Acolastus volkovitshi es un coleóptero de la familia Chrysomelidae.
Fue descrita científicamente por primera vez en 1986 por Lopatin.